# Văn Giang (xã)
Văn Giang là một xã thuộc tỉnh Hưng Yên, Việt Nam.

## Địa lý
Xã Văn Giang nằm ở phía bắc tỉnh Hưng Yên, có vị trí địa lý:
- Phía nam giáp xã Mễ Sở và xã Hoàn Long.
- Phía bắc giáp xã Phụng Công và xã Nghĩa Trụ.
- Phía tây và tây bắc lần lượt giáp với xã Nam Phù và xã Bát Tràng của thành phố Hà Nội, có ranh giới tự nhiên là sông Hồng.

## Lịch sử
Ngày 14 tháng 5 năm 1999, Chính phủ ban hành Nghị định 35/1999/NĐ-CP về việc thành lập thị trấn Văn Giang thuộc huyện Châu Giang trên cơ sở toàn bộ diện tích và dân số của xã Văn Phúc.
Thị trấn Văn Giang có 677,91 ha diện tích tự nhiên và 8.590 nhân khẩu.
Ngày 24 tháng 7 năm 1999, Chính phủ ban hành Nghị định 60/1999/NĐ-CP về việc chia huyện Châu Giang thành 2 huyện Khoái Châu và Văn Giang. Thị trấn Văn Giang trực thuộc huyện Văn Giang.
Ngày 16 tháng 6 năm 2025, Ủy ban Thường vụ Quốc hội ban hành Nghị quyết số 1666/NQ-UBTVQH15 về việc sắp xếp các đơn vị hành chính cấp xã của tỉnh Hưng Yên năm 2025. Theo đó, sắp xếp toàn bộ diện tích tự nhiên, quy mô dân số của xã Tân Tiến (huyện Văn Giang), xã Liên Nghĩa và thị trấn Văn Giang thành xã mới có tên gọi là xã Văn Giang.

## Văn hóa
Đan Nhiễm là thôn cổ nhất trong các thôn. Hiện Đan Nhiễm còn lưu giữ, bảo tồn nhiều đình chùa miếu mạo: Đình Thắm, Đình Hạ, Đình Thượng, chùa Phổ Huệ, chùa Đàm, đền Thánh Mẫu...Sử sách còn ghi chép làng Đan Nhiễm có tới 18 người đỗ đạt tiến sĩ làm quan trong triều. Phía đông bắc làng có di chỉ hàng huyện còn bia đá khắc tên các vị tiến sĩ đó. 
Làng Đan Nhiễm có nghề thủ công lâu đời làm vàng mã, có đặc sản bánh tẻ, trái cây cam đường canh và cây cảnh. Thôn Đan Nhiễm hiện là trung tâm của thị trấn Văn Giang.
Lễ hội truyền thống làng Đan Nhiễm được tổ chức hàng năm vào ngày mùng 5 tết âm lịch.
Người xưa có câu: Con gái Phụng Công, đàn ông Đan Nhiễm để chỉ cặp đôi trai tài gái sắc trong vùng.

### Đình Thắm
Đình Thắm thờ võ tướng Chu Đống (con trai Chu Công Mẫn), trung thần nhà Đinh có công dẹp tướng Lã Đường sứ quân cai quản Tế Giang (Văn Giang ngày nay) thời loạn 12 sứ quân.
Theo thần tích đình Thắm, làng Đan Nhiễm, thị trấn Văn Giang thì Lã Tá Đường bị tướng Chu Đống đánh bại, Lã Đường bị chém đầu, thủ cấp bị mang về thành Hoa Lư. Chu Đống là người làng Đan Nhiẽm, được vua Đinh ban sắc phong BẢO TỘ NGUYÊN THẦN (Thần Giữ Phép Nước) dân làng phong danh Thiên Đống Đại Vương, nên xưa dân 2 làng Phụng Công và Đan Nhiễm thường có hiềm khích với nhau.
Để khỏi phạm húy, từ năm 1975 về trước dân làng Phụng Công gọi đường là đàng và khi cúng thần Hoàng làng tại đình Bến là con heo không có đầu. Còn dân làng Đan Nhiễm gọi chệch đống là đướng.

### Chùa ông Khổng
Chùa ông Khổng làng Công Luận 1 thờ Khổng Minh Không. Theo truyền thuyết Khổng Minh Không là một danh y có công cứu khỏi bệnh cho vua nhà Lý Thần Tông. Để trả ơn, nhà vua ban cho Khổng Minh Không được vào kho lấy đồng về đúc chuông. Khi chuông đánh lên, một con Trâu vàng tưởng là con nó chạy từ xa chạy tới. Trâu vàng lồng lên tìm kiếm khắp nơi mà không thấy con. Những vết chân dẫm đạp của trâu tạo thành sông Kim Ngưu, nơi nó nằm là làng Đa Ngưu (xã Tân Tiến). Chùa ông Khổng là một ngôi chùa đẹp. Hàng năm từ ngày mùng 3 đến ngày mùng 5 tết nguyên đán mở hội. Chùa ở ngay ven đê sông Hồng, gần ngã ba rẽ vào thị trấn nên khách du xuân về lễ phật, lễ thánh, xem hội rất đông.

## Giao thông
Xã Văn Giang có các trục lộ chính chạy qua:
- Tỉnh lộ 378 chạy dọc theo sông Hồng
- Tỉnh lộ 179 nối tỉnh lộ 378 với Quốc lộ 5
- Tỉnh lộ 379 nối đường vành đai 3 thành phố Hà Nội đi TP. Hưng Yên
- Hương lộ 205 từ Văn Giang đi Khoái Châu, Kim Động
- Hương lộ 205B từ Từ Hồ – Yên Mỹ.